# Karabey (Yüksekova)
Karabey (kurd. Zerdeşt oder Serdeşt) ist ein Dorf im Landkreis Yüksekova der türkischen Provinz Hakkâri. Karabey liegt in Südostanatolien auf 1900 m über dem Meeresspiegel, ca. 21 km südöstlich von Yüksekova. Karabey liegt am Rande der großen Hochebene am Fuße des umgebenden Höhenzuges.
Karabey bedeutet schwarzer Herr. Der Name Zerdeşt ist beim Katasteramt registriert.
1985 lebten 420 Menschen in Karabey. Im Jahr 2009 hatte die Ortschaft 600 Einwohner.
Im Jahr 2005 wurden mutmaßlich durch die Arbeiterpartei Kurdistans mehrfach landminenartige Sprengsätze auf den Straßen der Umgebung platziert.